# دانيلو فيرناندو
دانيلو فيرناندو (بالبرتغالية: Danilo Fernando Bueno de Ameida‏) (8 يونيو 1979 بريو دي جانيرو في البرازيل - ) هو لاعب كرة قدم برازيلي في مركز الوسط. لعب مع بالي يونايتد وPersik Kediri ‏ وDeltras F.C. ‏ ونادي بورنيو ونادي ريو كلارو فوتيبول وبيرسيبايا سورابايا وClube Atlético Joseense ‏ ونادي ساو خوسيه وGresik United F.C. ‏ وفورتونا سيتارد.

## روابط خارجية
- دانيلو فيرناندو على موقع قاعدة بيانات كرة القدم.إي يو (الإنجليزية)
- دانيلو فيرناندو على موقع Soccerway.com (الإنجليزية)